# Hermann Paul Müller
Hermann Paul Müller   (Bielefeld, 21 de novembre de 1909 - Ingolstadt, 30 de desembre de 1975), conegut també com a Hermann Müller, fou un pilot de motociclisme i d'automobilisme alemany que va guanyar el Campionat del Món de motociclisme de 250cc de 1955 amb una NSU. A data de 2010, Müller seguia sent, amb 46 anys al moment de la seva victòria, el campió del món de motociclisme més gran.
Müller va començar a competir amb una Imperia el 1928. Va esdevenir campió d'Alemanya de sidecars el 1932 i de 500cc el 1936. L'any següent va canviar a les curses d'automobilisme, on conduí un Auto Union. El 1939 va guanyar el Gran Premi de França que organitzà la FIA a Reims. El guanyador del Campionat d'Europa de pilots d'aquella temporada mai no va ser anunciat oficialment per l'AIACR a causa de l'esclat de la Segona Guerra Mundial; tot i que Müller hauria guanyat el campionat per punts, el president de la màxima organització d'esports de motor d'Alemanya en va declarar campió Hermann Lang.
Després de la guerra, Müller va tornar a les curses de motociclisme i va guanyar els campionats d'Alemanya de 250cc de 1947 i 1948 amb una DKW. El 1955 va guanyar el campionat del món de 250cc amb una NSU Sportmax. A banda, el 1956 va establir un bon nombre de rècords mundials de velocitat de cinc categories en sis distàncies amb una NSU a les salines de Bonneville.

## Resultats al Mundial de motociclisme
Barem de puntuació de 1950 a 1968:
| Posició | 1 | 2 | 3 | 4 | 5 | 6 |
| Punts   | 8 | 6 | 4 | 3 | 2 | 1 |

(Ids. Grans Premis | Llegenda) (Curses en negreta indiquen pole; curses en  itàlica indiquen volta ràpida)
| Any  | Categoria | Equip           | 1     | 2       | 3     | 4     | 5      | 6     | 7      | 8     | 9   | Punts   | Posició | Victòries |
| ---- | --------- | --------------- | ----- | ------- | ----- | ----- | ------ | ----- | ------ | ----- | --- | ------- | ------- | --------- |
| 1952 | 125cc     | Mondial         | IOM   | NED     | GER   | ULS   | NAT    | ESP 5 |        |       |     | 2       | 15è     | 0         |
| 1953 | 500cc     | Horex MV Agusta | IOM   | NED     | BEL   | GER   | FRA    | ULS   | CH Ret | NAT 6 | ESP | 1       | 19è     | 0         |
| 1954 | 125cc     | NSU             |       | IOM Ret | ULS 2 | NED 2 | GER 4  |       | NAT    | ESP   |     | 15      | 3r      | 0         |
| 1954 | 250cc     | NSU             | FRA 2 | IOM 4   | ULS 3 | NED 5 | GER 14 | CH 3  | NAT    |       |     | 17 (19) | 3r      | 0         |
| 1955 | 250cc     | NSU             |       | IOM 3   | GER 1 |       | NED 3  | ULS 6 | NAT 4  |       |     | 16      | 1r      | 1         |